# Liste de ponts de la Seine-Saint-Denis

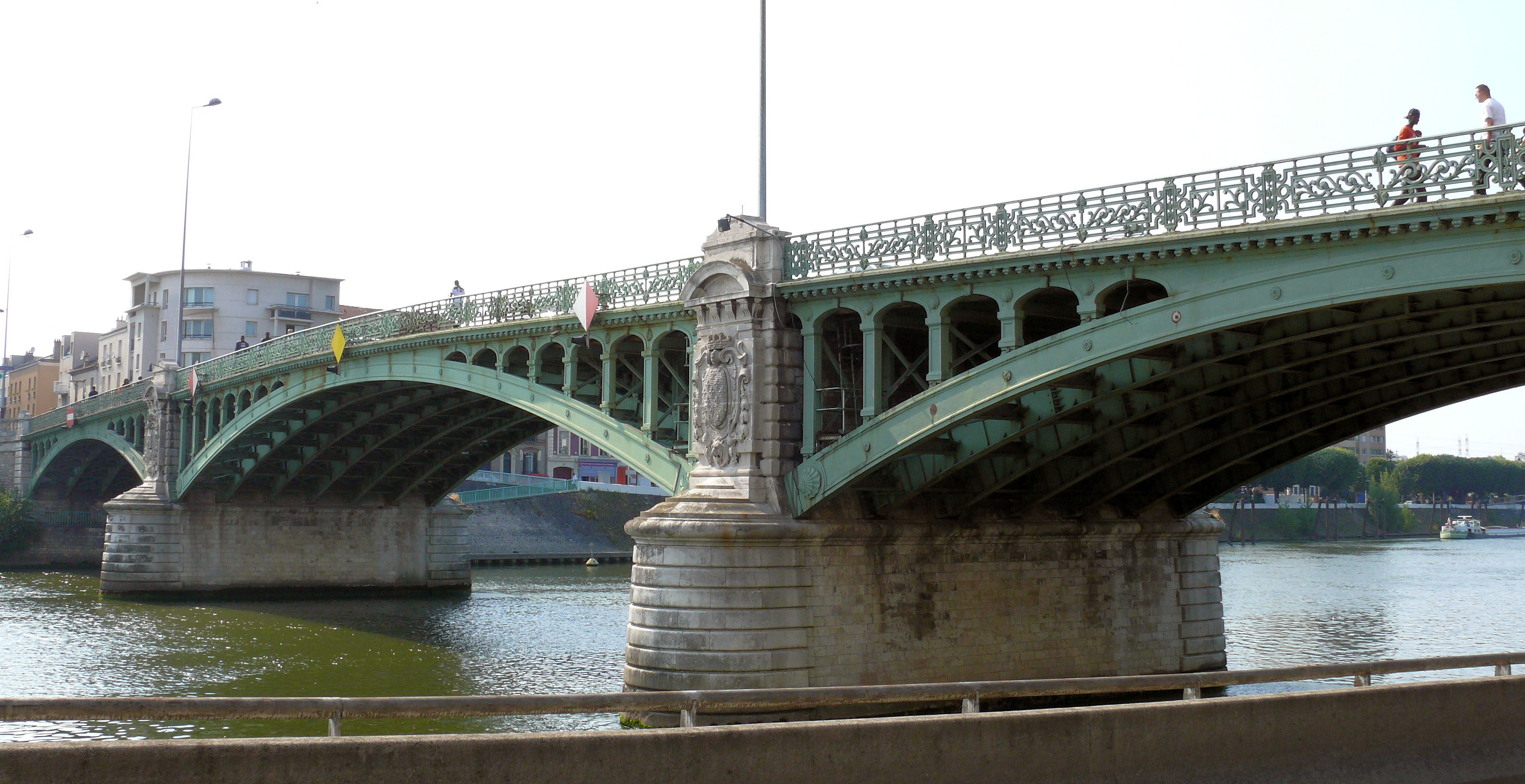
Pont de l'île Saint-Denis.

Liste de ponts de la Seine-Saint-Denis, non exhaustive, représentant les édifices présents et/ou historiques dans le département de la Seine-Saint-Denis, en France.

## Grands ponts
Les ouvrages de longueur totale supérieure à 100 m du département de la Seine-Saint-Denis sont classés ci-après par gestionnaires de voies.

### Autoroute
- Viaduc autoroutier de L'Île-Saint-Denis[1]
- Viaduc de la Porte de Paris, supporte l'autoroute A1 et franchit le canal Saint-Denis[2].

### Métropole du Grand Paris
- Passerelle de liaison du Centre aquatique olympique avec le Stade de France, large de 100 m, livrée en 2024.

### Routes départementales
- Pont d'Épinay
- Pont de l'île Saint-Denis[3],[4], sur l'ex route nationale 186
- Le  pont olympique Louafi Bouguera[5], livré en 2024 et long de 138 m., relie au-dessous d'un bras de la Seine la partie de L'Île-Saint-Denis et l'autre à Saint-Denis du Village olympique de Saint-Denis[6],[7].
- Pont de Saint-Ouen-les-Docks[8],[9].

### Route communale
- Franchissement Dugny - Le Bourget, livré en 2024[10],[11] (gestion ville du Bourget)

- Conçu par l'architecte Marc Mimram, le franchissement urbain Pleyel est un pont de 300 mètres livré en 2024 par Plaine Commune près de la station de métro Pleyel à Saint-Denis. Il permet de résorber la coupure urbaine créée par le faisceau ferroviaire Nord Europe[12],[13].

### Voies ferrées
- Pont ferroviaire de Saint-Ouen
- Pont des Cathédrales à Saint-Denis
- Pont ferroviaire d'Épinay[14], long de 290 m., sur la ligne d'Ermont - Eaubonne à Champ-de-Mars
- Viaduc de la ligne 17 du métro à Villepinte

## Ponts présentant un intérêt architectural ou historique
Aucun pont de la Seine-Saint-Denis n’est inscrit à l’inventaire national des monuments historiques.
Le pont de l'île Saint-Denis est conçu par l'ingénieur Caldagues et l'architecte Jules Formigé (1879-1960).